# John Simpson Knox

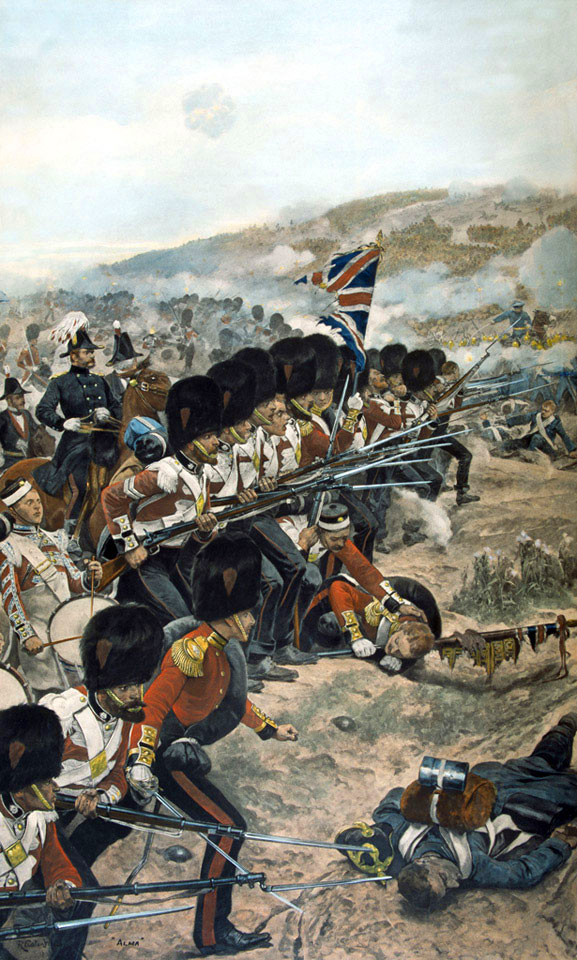
Batalha de Alma, por Richard Caton Woodville.

John Simpson Knox (Glasgow, 30 de setembro de 1828 — 8 de janeiro de 1897, Cheltenham) foi um soldado e político no exército do Reino Unido.

## Biografia
Nascido em Glasgow em 1828, Knox se juntou ao Exército Britânico com a idade de 14 anos. Quando ainda ele era menor de idade, foi promovido a cabo-tenente antes de completar a idade de 18 anos.